# Sant Serni de Baiasca
Sant Serni de Baiasca és l'església parroquial romànica del poble de Baiasca, en el terme municipal de Llavorsí, a la comarca del Pallars Sobirà. És a la meitat occidental del mateix poble de Baiasca. La part més interessant és la capçalera original situada a llevant formada un absis semicircular doblat, que salva el fort desnivell del terreny, decorat amb dos nivells d'arcuacions llombardes a l'exterior. A l'interior també hi han dos nivells, l'inferior ocupat per una espècie de cripta. Excepcionalment les pintures murals del segle xii descobertes a la dècada dels setanta, es conserven in situ. El campanar es troba adossat al mur que tanca la nau pel seu extrem oest; va cobert per un agut xapitell de llicorella. L'entrada es fa per una senzilla porta situada en el mur de migdia. Els paraments són d'aparell pissarrós molt fosc, sense desbastar i de mida irregular amb morter de calç.
Al Museu Diocesà d'Urgell es conserva, procedent d'aquesta església, una talla romànica de la Mare de Déu amb l'Infant del segle xiii.

## Arquitectura
L'església d'estil romànic està datada a finals del segle xi o principis del xii, tot i que ha estat molt transformada al llarg dels anys. El més singular de la seva estructura és l'absis dividit en dos nivells, fet no gaire corrent al romànic català; a la seva part exterior s'aprecia perfectament la partició pel mig d'un fris amb arcuacions entre lesenes de les mateixes característiques que el de la part superior, al costat de la teulada. També presenta aquest absis dues petites finestres. D'aquest conjunt romànic només en resta l'absis, ja que la nau de l'edifici és posterior, d'època moderna.
A l'interior es conserva una sèrie de retaules de caràcter popular i un retaule major barroc que cobria la part de l'absis, i que en ésser retirat el 1977, es van descobrir restes de pintures murals que es conserven in situ. Aquestes pintures estan presidides per un Pantocràtor dintre d'una màndorla, que sosté un llibre a la mà esquerra, mentre que els seus peus descansen sobre un semicercle que simbolitza la Terra. Hi ha una franja decorada i, a sota, es representen els apòstols. Algunes inscripcions recullen noms que encara es poden llegir, com sant Joan, sant Pau i sant Bartomeu. Tots tenen el cap amb una aurèola i a la policromia emprada ressalten els colors vermells, blau i blanc. S'han datat les pintures cap a la meitat del segle xii, relacionades amb el taller del mestre de Pedret.
Al Museu Diocesà d'Urgell es conserva, procedent d'aquesta església, una talla romànica de la Mare de Déu amb l'Infant, de fusta policromada, que té el nen en posició central, col·locat una mica cap a l'esquerra de la faldilla. La datació de la talla és de cap al segle xiii.